# Kategoria e Parë 1971-1972
La Kategoria e Parë 1971-1972 fu la 33ª edizione della massima serie del campionato albanese di calcio conclusa con la vittoria del Vllaznia, al suo terzo titolo.
Capocannoniere del torneo fu Ilir Përnaska (Dinamo Tirana) con 17 reti.

## Formula
Non ci fu nessuna variazione rispetto alla stagione precedente.
Le squadre partecipanti furono 14 e disputarono un turno di andata e ritorno per un totale di 26 partite con le ultime due classificate che retrocedettero in Kategoria e Dytë.
Una sola squadra fu qualificata alle coppe europee furono tre: la vincente della coppa d'Albania fu ammessa alla Coppa delle Coppe 1972-1973. Nessun club partecipò alla Coppa dei Campioni 1972-1973 e alla Coppa UEFA 1972-1973.

## Squadre
| Squadra             | Città        | Stadio | Stagione 1970-1971 |
| ------------------- | ------------ | ------ | ------------------ |
| Skënderbeu          | Coriza       |        | 6°                 |
| Labinoti            | Elbasan      |        | 4°                 |
| 17 Nëntori          | Tirana       |        | 7°                 |
| KF Partizani Tirana | Tirana       |        | Campione d'Albania |
| Dinamo Tirana       | Tirana       |        | 2°                 |
| Flamurtari          | Valona       |        | 9°                 |
| Besa Kavajë         | Kavajë       |        | 5°                 |
| Vllaznia            | Scutari      |        | 3°                 |
| Studenti Tirana     | Tirana       |        | Kategoria e Dytë   |
| Traktori            | Lushnjë      |        | 12°                |
| Lokomotiva          | Durazzo      |        | 8°                 |
| Luftëtari           | Argirocastro |        | 11°                |
| Shkëndija Tirana    | Tirana       |        | Kategoria e Dytë   |
| Tomori              | Berat        |        | 10°                |

## Classifica finale
|                    | Pos. | Squadra           | Pt | G  | V  | N  | P  | GF | GS | DR  |
| ------------------ | ---- | ----------------- | -- | -- | -- | -- | -- | -- | -- | --- |
| Albania (bandiera) | 1.   | Vllaznia          | 40 | 26 | 15 | 10 | 1  | 48 | 15 | +33 |
|                    | 2.   | 17 Nëntori Tirana | 37 | 26 | 14 | 9  | 3  | 44 | 23 | +19 |
|                    | 3.   | Dinamo Tirana     | 36 | 26 | 13 | 10 | 3  | 45 | 20 | +25 |
|                    | 4.   | Partizani Tirana  | 34 | 26 | 13 | 8  | 5  | 35 | 21 | +14 |
|                    | 5.   | Elbasani          | 32 | 26 | 9  | 14 | 3  | 30 | 16 | +14 |
|                    | 6.   | Besa Kavajë       | 31 | 26 | 10 | 11 | 5  | 36 | 20 | +16 |
|                    | 7.   | Shkëndija Tirana  | 29 | 26 | 12 | 5  | 9  | 36 | 33 | +3  |
|                    | 8.   | Flamurtari Valona | 26 | 26 | 9  | 8  | 9  | 28 | 36 | -8  |
|                    | 9.   | Teuta             | 25 | 26 | 9  | 7  | 10 | 27 | 31 | -4  |
|                    | 10.  | Skënderbeu        | 24 | 26 | 6  | 12 | 8  | 23 | 23 | 0   |
|                    | 11.  | Lushnja           | 19 | 26 | 5  | 9  | 12 | 23 | 36 | -13 |
|                    | 12.  | Luftëtari         | 14 | 26 | 5  | 4  | 17 | 14 | 39 | -25 |
|                    | 13.  | Tomori            | 9  | 26 | 2  | 5  | 19 | 14 | 56 | -42 |
|                    | 14.  | Studenti Tirana   | 8  | 26 | 1  | 6  | 19 | 9  | 43 | -34 |

Legenda:

      Campione d'Albania
      Ammesso alla Coppa delle Coppe
      Retrocesso in Kategoria e Dytë
Note:

Due punti a vittoria, uno a pareggio, zero a sconfitta.

### Verdetti
- Vllaznia Campione d'Albania 1971-1972.
- Besa Kavaje in Coppa delle Coppe 1972-1973.
- Tomori e Studenti Tirana retrocessi.

## Statistiche

### Record
- Maggior numero di vittorie:  Vllaznia (15)
- Minor numero di sconfitte:   Vllaznia (1)
- Migliore attacco:  Vllaznia (48 gol fatti)
- Miglior difesa:  Vllaznia (15 gol subiti)
- Miglior differenza reti:  Vllaznia (+33)
- Maggior numero di pareggi:  Elbasani (14)
- Minor numero di pareggi:  Luftëtari (4)
- Maggior numero di sconfitte:  Tomori e  Studenti Tirana (19)
- Minor numero di vittorie:  Studenti Tirana (1)
- Peggior attacco:  Studenti Tirana (9 gol fatti)
- Peggior difesa:  Tomori (56 gol subiti)
- Peggior differenza reti:  Tomori (-42)

### Capocannoniere
|  | Gol | Marcatore     | Squadra       |
|  | --- | ------------- | ------------- |
|  | 17  | Ilir Përnaska | Dinamo Tirana |